# Galendromus annectens
Galendromus annectens är en spindeldjursart som först beskrevs av De Leon 1958.  Galendromus annectens ingår i släktet Galendromus och familjen Phytoseiidae. Inga underarter finns listade i Catalogue of Life.